# 莫斯科不是俄羅斯

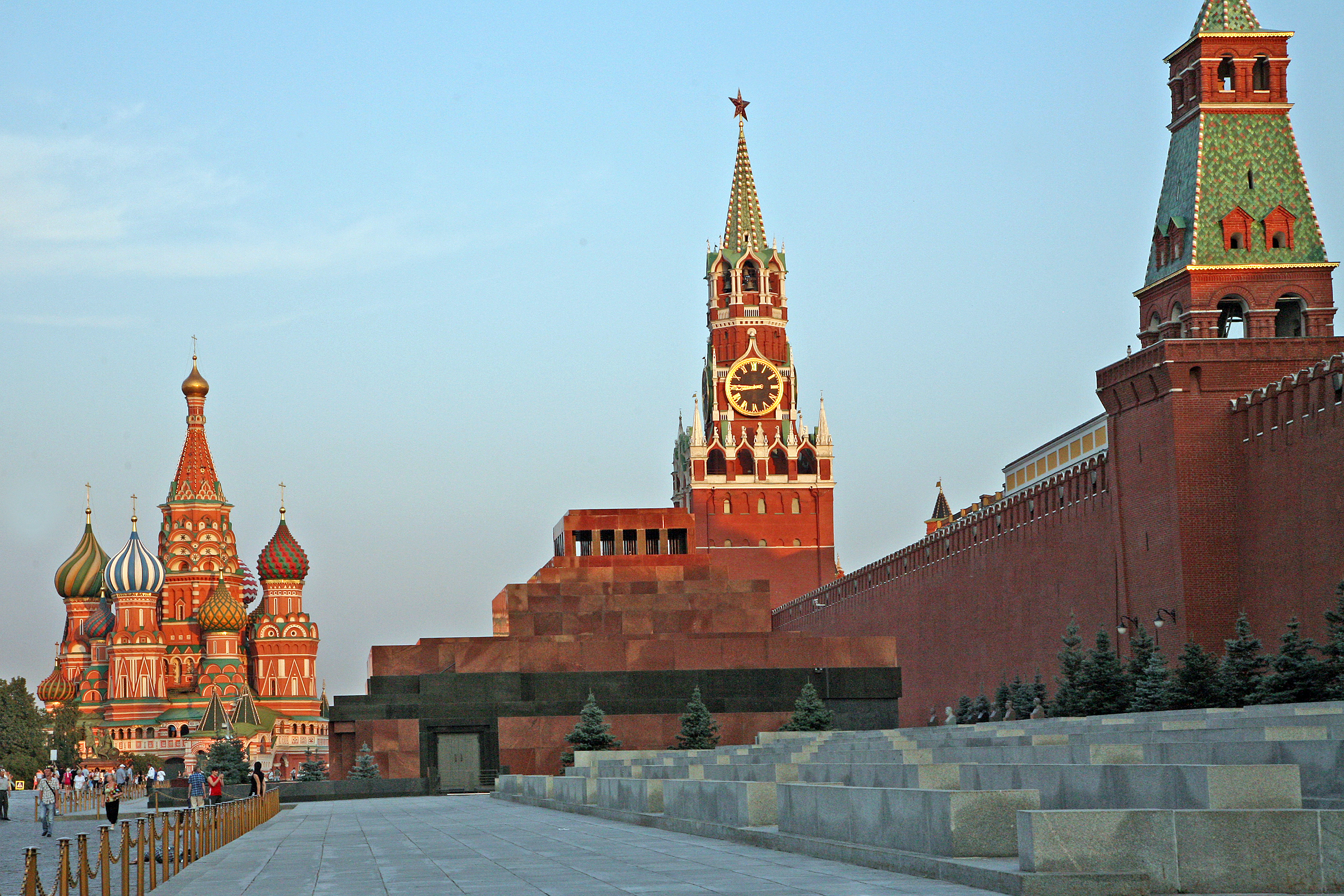
紅場是俄罗斯，特別是莫斯科的象征

“莫斯科不是俄罗斯”（俄语：Москва́ — не Росси́я）是俄羅斯流行的坊間傳説，描述俄罗斯首都莫斯科与俄罗斯其他城市和地区特別在生活质量方面的显着差异。反映一般俄羅斯人對其居民的厭惡情绪，以及莫斯科在人口和在政府效率方面与该国其他地区的比例严重不成比例，當中又包括教育、工作機會和基础设施發達程度等諸多方面。這些都與該市的经济和一直以來的財政預算。